# Тухольські ворота
Ту́хольські воро́та — гірський перевал через північно-східне звуження Сколівської улоговини, що у Сколівських Бескидах. Розташований за 1,2 км на північний схід від міста Сколе (Львівська область).
Висота — 441 м над р. м. Перевал відкритий цілий рік. Через перевал проходить міжнародний автошлях М06.